# Македония Денес
„Македония Денес“ (на македонска литературна норма: „Македонија Денес“, на книжовен български Македония днес) е независим всекидневен политико-информационен вестник от Република Македония, излизал в столицата Скопие от 1998 до 2007 година.

## История
Първият брой на вестника излиза в Скопие на 17 септември 1998 година. Издател е „МАКДЕН“. Основател и директор е Георги Аяновски. Първи главен и отговорен редактор е Милан Банов, а от 2004 година е Кети Мицковска.
Последният брой на вестника излиза на 8 февруари 2007 година.